# Funningsfjørður
Funningsfjørður est un village des îles Féroé situé au bout d'un fjord du même nom.
Le village a été fondé en 1812.
Il y avait dans ce village une station de pêche à la baleine de 1902 à 1913.

## Galerie

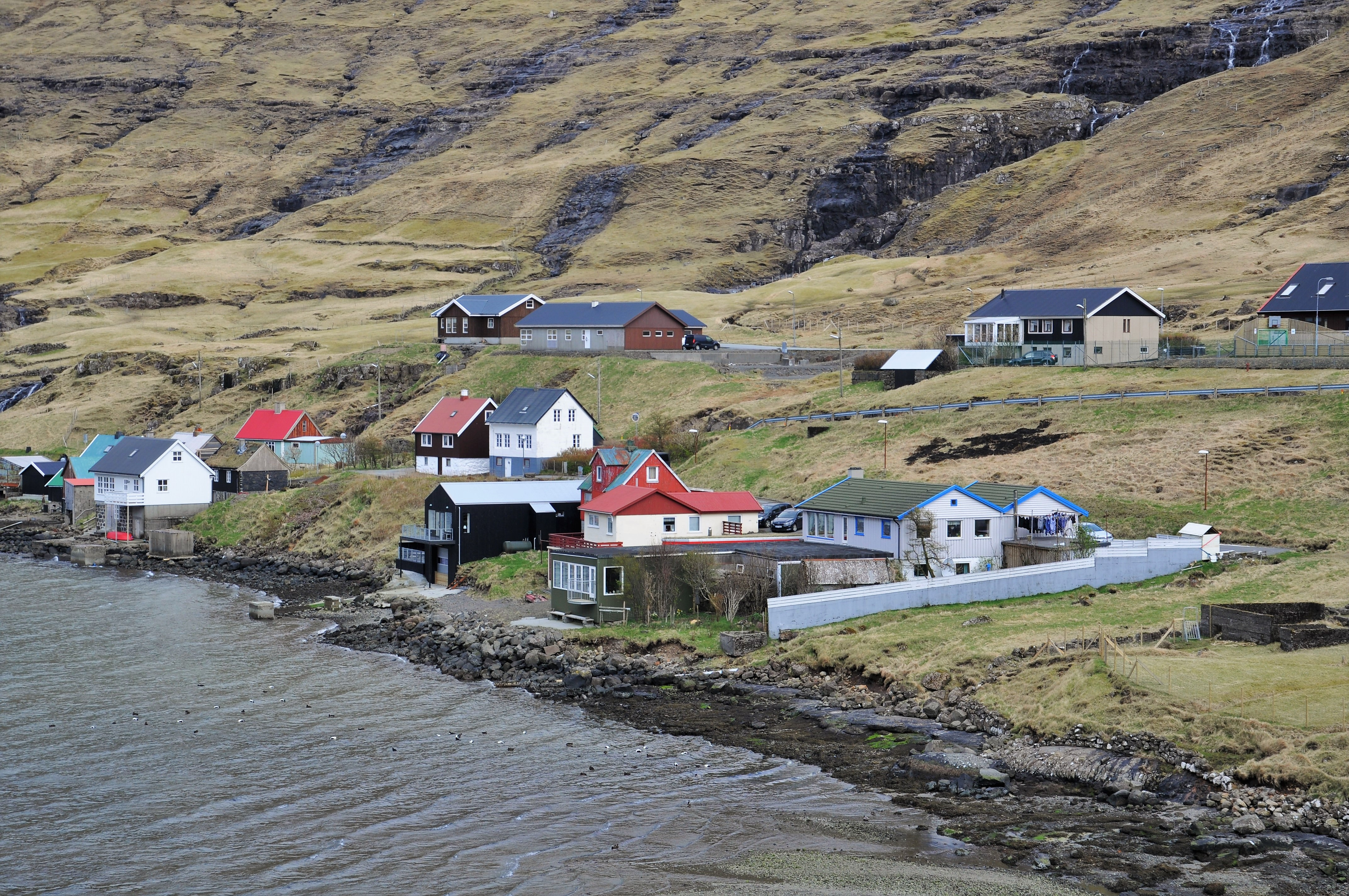
Funningsfjørður (le village)
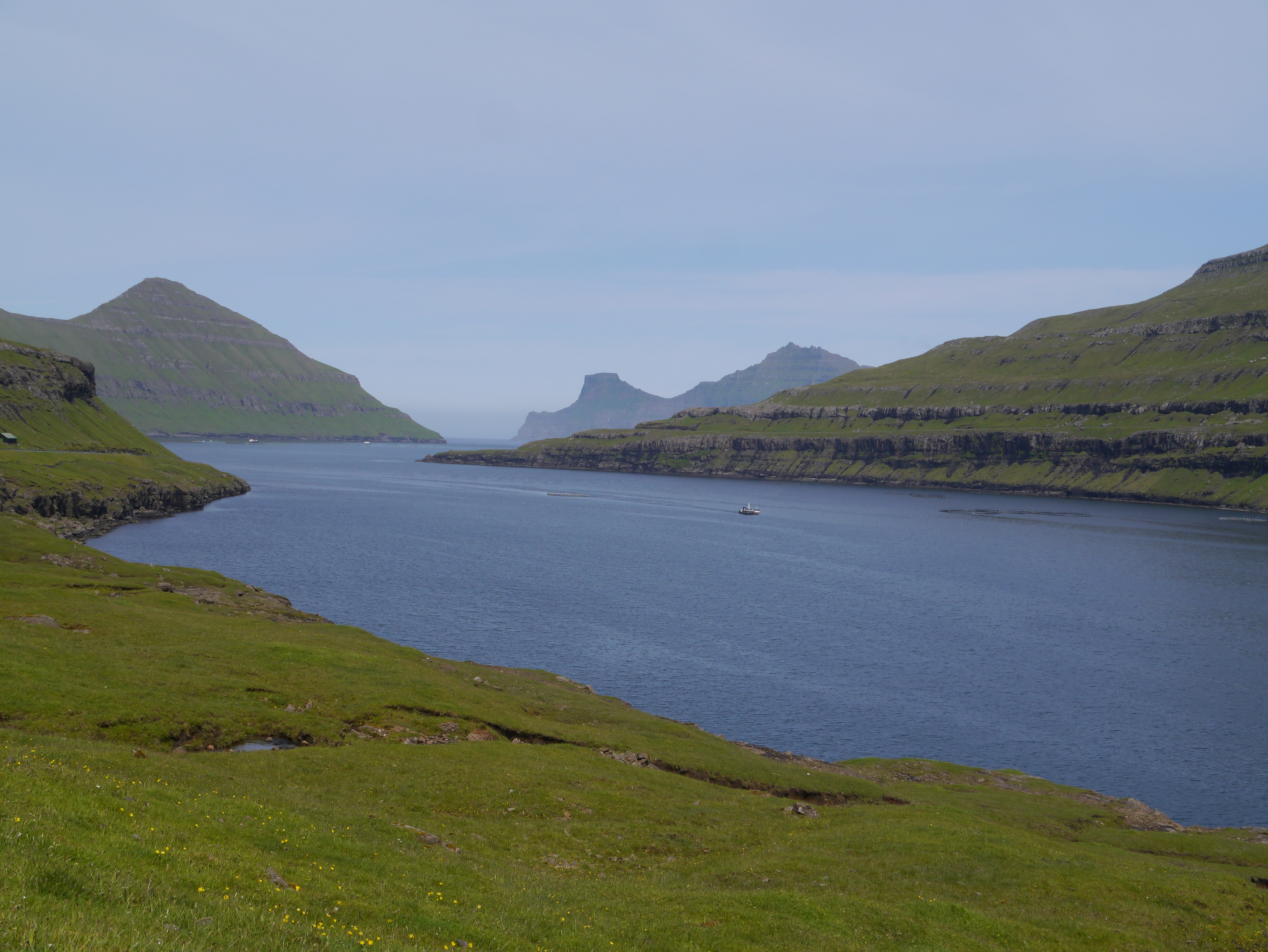
Funningsfjørður (le fjord)

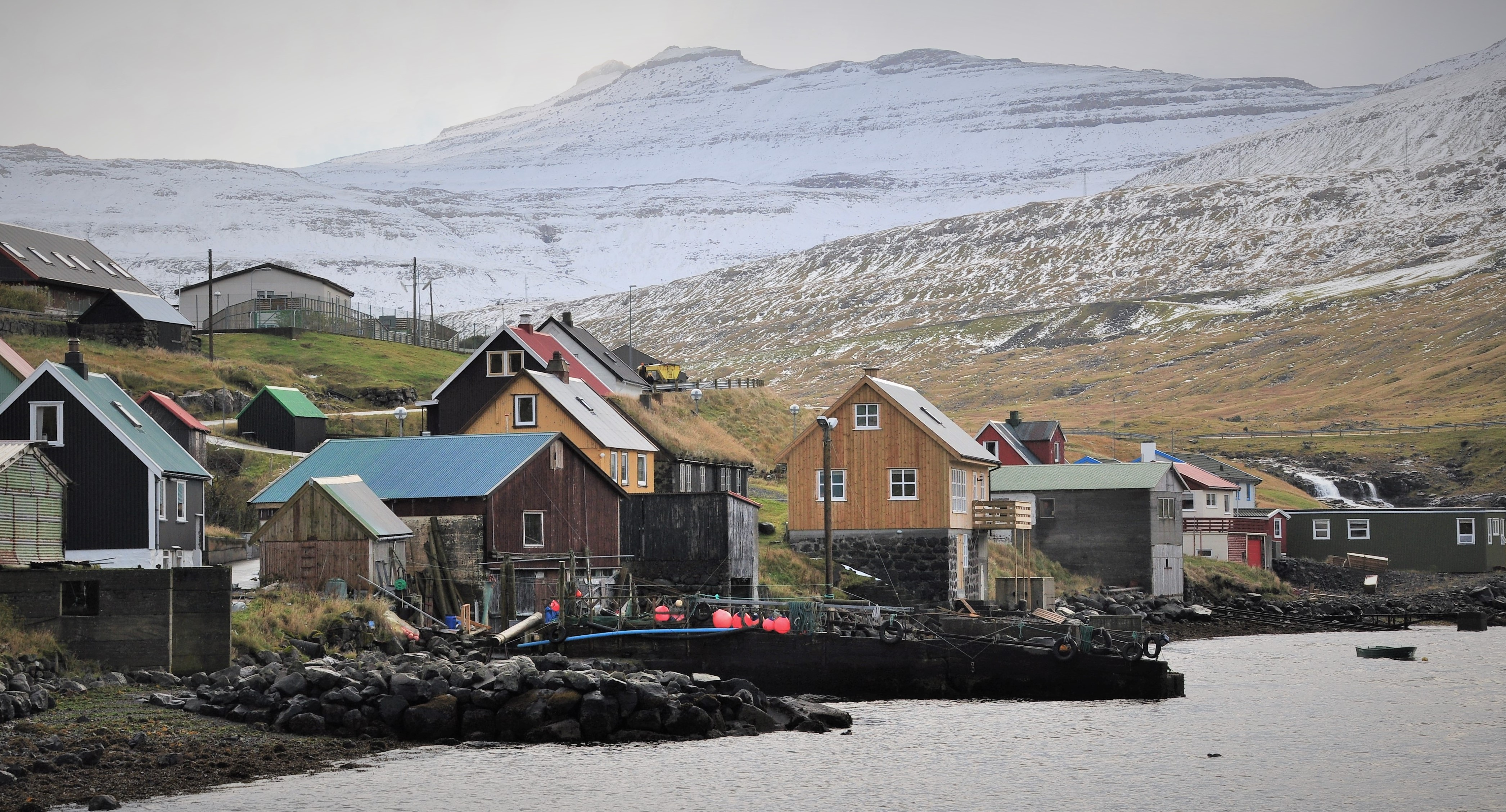
Maisons au bord de l'eau en octobre
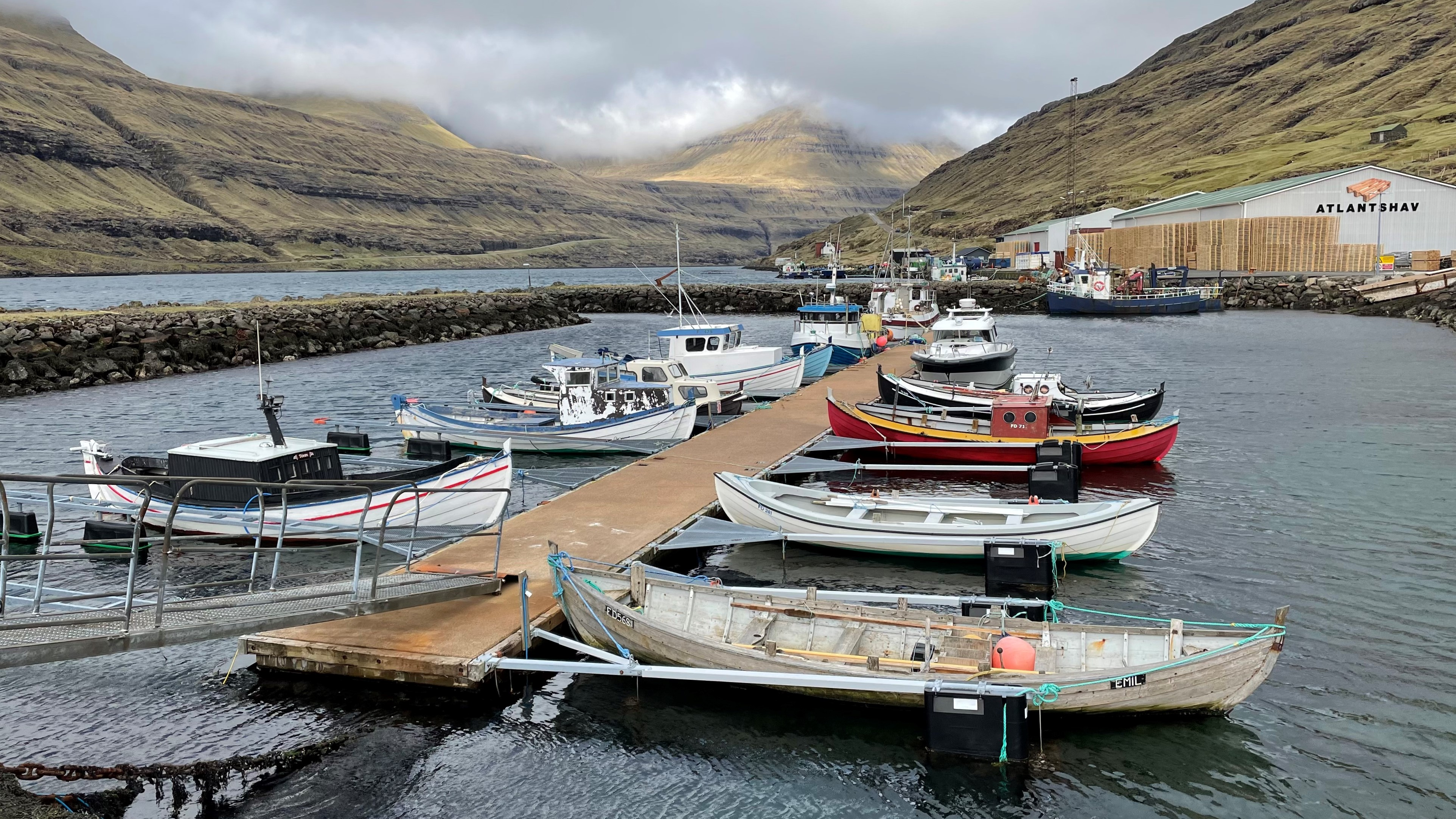
Le port